# Hexanitroazobenzol
Hexanitroazobenzol (HNAB) ist ein temperaturbeständiger Explosivstoff. Er besitzt eine höhere Sprengkraft als Hexanitrodiphenylamin (Hexyl).

## Gewinnung und Darstellung
Die Herstellung von Hexanitroazobenzol wurde erstmals im Jahre 1906 beschrieben. Die Synthese geht von einer Umsetzung von Trinitrochlorbenzol mit Hydrazin aus. Das resultierende 1,2-Bis(2,4,6-trinitrophenyl)hydrazin wird dann mittels rauchender Salpetersäure zur Zielverbindung oxidiert. Eine effizientere Synthese erfolgt durch die Umsetzung des kommerziell besser verfügbaren 2,4-Dinitrochlorbenzol mit Hydrazin im ersten Schritt. Das resultierende 1,2-Bis(2,4-dinitrophenyl)hydrazin wird dann durch Nitriersäure im zweiten Schritt gleichzeitig zur Zielverbindung oxidiert und vollständig nitriert.

## Eigenschaften

### Physikalische Eigenschaften
Hexanitroazobenzol bildet orangerote Kristalle. Die Verbindung tritt in fünf polymorphen Kristallformen auf. Die Kristallstruktur der Formen I, II und III ist monoklin. Allerdings unterscheiden sich die Raumgruppen mit P21/c für Form I, P21/a für Form II und P21 für Form III. Die Formen I und III sind zwischen Raumtemperatur und 185 °C stabil, die Form II ist oberhalb von 185 °C bis zum Schmelzpunkt die stabile Kristallform. Die Formen IV und V wurden nur aus unterkühlten Schmelzen mittels Thermomikroskopie erhalten. Eine DTA-Messung zeigt um 220 °C das endotherme Schmelzsignal und oberhalb von 300 °C eine stark exotherme Zersetzung.

### Explosionskenngrößen
Die Verbindung kann durch Schlag, Reibung, Feuer und andere Zündquellen zur Explosion gebracht werden und fällt im Umgang unter das Sprengstoffgesetz.
| Sauerstoffbilanz           | −49,5 %[1]                                       |
| Stickstoffgehalt           | 24,78 %[1]                                       |
| Normalgasvolumen           | 888 l·kg−1[1]                                    |
| Explosionswärme            | 4342 kJ·kg−1 (H2O (l)) 4288 kJ·kg−1 (H2O (g))[1] |
| Spezifische Energie        | 1192 kJ·kg−1 (99,4 mt/kg)[1]                     |
| Bleiblockausbauchung       | 37,0 cm3·g−1[2]                                  |
| Schlagempfindlichkeit      | 5 Nm[2]                                          |
| Reibempfindlichkeit        | >355 N[2]                                        |
| Detonationsgeschwindigkeit | 7600 m·s−1[2]                                    |

## Verwendung
Es wird eine Verwendung in Boostern und zusammengesetzten Zündern empfohlen.